# لیک رایس، شهرستان رایس، مینه‌سوتا
لیک رایس (به انگلیسی: Rice Lake) یک منطقهٔ مسکونی در ایالات متحده آمریکا است که در شهر استکهلم واقع شده است. لیک رایس ۳۱۳٫۹۵ متر بالاتر از سطح دریا قرار دارد.